# Julia Farron
Julia Farron (22 de julio de 1922 – 3 de julio de 2019) fue una bailarina de ballet británica.
Julia Farron fue la primera alumna becada en la Escuela de Ninette de Valois después de establecerse en el Sadler’s Wells Theatre en 1931. En 1936, a los 14 años, se convirtió en el miembro más joven del Vic-Wells Ballet (uno de los que formaba el Ballet Real), si bien había realizado su debut profesional en pantomima a los doce. A los 15 apareció en su primer rol creado, Pépé el perro en el ballet de Frederick Ashton A Wedding Bouquet. En 1964 se convirtió en profesora de la Escuela del Ballet Real. Fue directora asistente de la Royal Academy of Dancing en 1982, y directora en 1983, hasta su retiro en 1989. En 1994 fue premiada con el Royal Academy of Dancing Queen Elizabeth II Coronation Award.
Ha bailado con Margot Fonteyn, Rudolf Nuréyev y Michael Somes, entre otros.